# Kreiselkompass

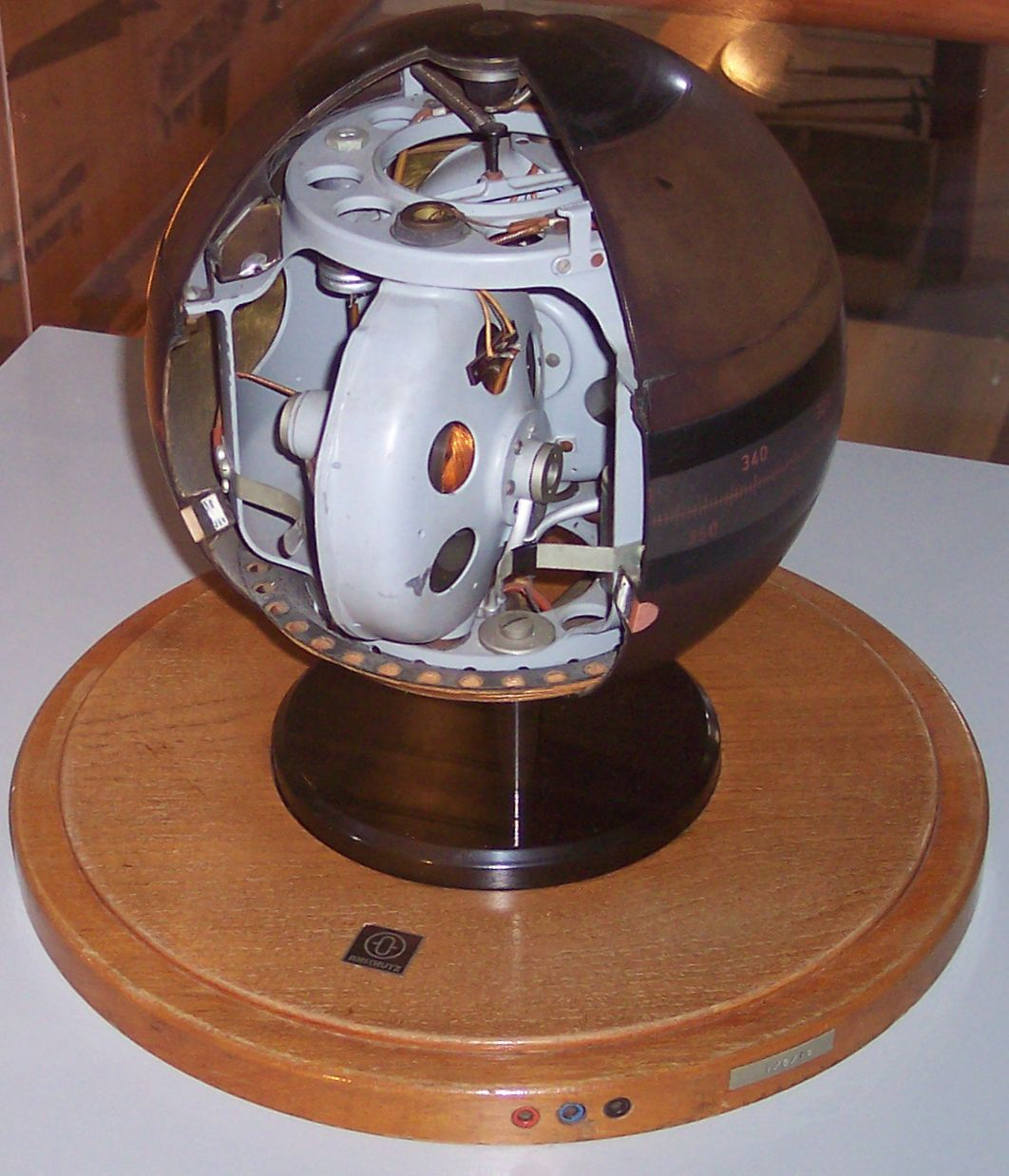
Kreiselkompass der Firma Anschütz; geschnitten

Der Kreiselkompass ist ein Kompass, der sich nach dem Meridian ausrichtet und so die Nord-Süd-Richtung anzeigt. Durch seine horizontale Aufhängung ist er kein freier, sondern ein gefesselter Kreisel. Als solcher wirkt er meridiansuchend, benötigt aber zwei bis vier Stunden für die Ausrichtung (Einschwingdauer). Da ein kurs- und geschwindigkeitsabhängiger Fahrtfehler bei der Kursanzeige zu berücksichtigen ist, werden Kreiselkompasse vor allem auf langsamfahrenden Schiffen eingesetzt. Sie arbeiten unabhängig vom Erdmagnetfeld und zeigen daher nicht die magnetische, sondern die wahre (astronomische) Nordrichtung an.
Der bei Kleinflugzeugen oft eingesetzte Kurskreisel ist hingegen ein freier Kreisel, nur wird er oft mit dem Kreiselkompass verwechselt. Mit freien Kreiseln arbeiten auch die modernen inertialen oder Trägheitsnavigationssysteme. Sie liefern jedoch neben der Richtung auch eine genaue Positionsbestimmung, indem die Beschleunigungen des Flugzeugs dreidimensional integriert werden.

## Funktionsprinzip

Abb. 1: Aufbau eines Kreiselkompasses, schematisch

Der Kreiselkompass besteht aus einem schnell rotierenden Kreisel. Dieser ist gewöhnlich so in einer kardanischen Aufhängung angeordnet, dass ein Drehmoment auf ihn einwirkt, solange seine Rotationsachse nicht nach Norden weist. Vereinfacht kann man sich diese Anordnung wie in nebenstehender Abb. 1 als Pendel vorstellen. Parallel zur Erdoberfläche kann sich der Kreisel frei ausrichten; in der Senkrechten wirkt die Schwerkraft, die die Drehachse des Kreisels in die Horizontale zu bringen sucht.

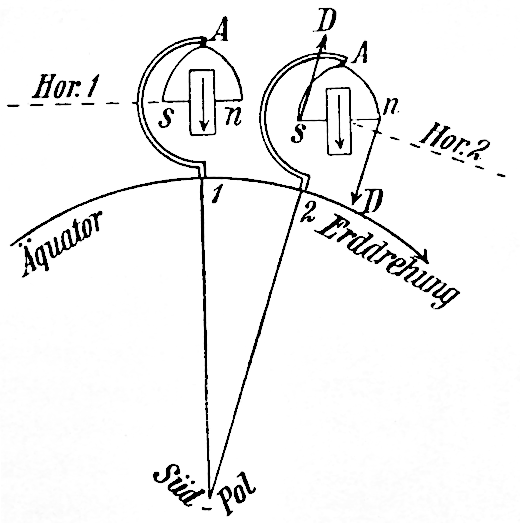
Abb. 2: Funktionsprinzip eines Kreiselkompasses

Zur Erläuterung der Funktionsweise betrachte Abb. 2. Die Schemazeichnung zeigt, vom Südpol aus betrachtet, einen Kreiselkompass, der sich auf dem Äquator befindet. Zunächst befinde sich der Kreisel in Punkt 1, und es stehe seine Rotationsachse s-n parallel zur Erdoberfläche. Dabei rotiere der Kreisel so, dass sein Drehimpuls {\displaystyle {\vec {L}}} von s nach n zeige.
Durch die Erdrotation bewegt sich der Kreisel nun vom Punkt 1 zum Punkt 2. Gemäß der Drehimpulserhaltung behält die Achse ihre Richtung im Raum auch bei Bewegung zum Punkt 2, d. h. sie zeigt nun von der Erdoberfläche aufwärts. Aufgrund der Aufhängung des Kreisels wirkt auf diesen die Erdanziehung, die die Kreiselachse entlang der mit D bezeichneten Pfeile zu kippen sucht. Auf den Kreisel wirkt so ein Drehmoment {\displaystyle {\vec {M}}}, das in die Zeichenebene hinein gerichtet wird. Entsprechend dem Drallsatz ({\displaystyle {\tfrac {\mathrm {d} }{\mathrm {d} t}}{\vec {L}}={\vec {M}}}) kippt dieses Drehmoment die Kreiselachse in die Zeichenebene hinein (s hin zum Betrachter, also zum Südpol, n vom Betrachter weg, also zum Nordpol).
Durch das einwirkende Drehmoment {\displaystyle {\vec {M}}} gerät der Kreisel in Präzession um die Senkrechte, d. h. um die Achse 2 – A. Durch Dämpfung kommt die Präzession zum Stillstand, wenn die aufrichtende Kraft D und damit das Drehmoment {\displaystyle {\vec {M}}} verschwinden. Das ist genau dann der Fall, wenn die Kreiselachse s – n (d. h., {\displaystyle {\vec {L}}}) parallel zur Erdoberfläche steht und nach Norden weist („meridiansuchender Kreisel“).

### Fahrtfehler
Bewegungen des Kreisels entlang eines Meridians verursachen den sogenannten Fahrtfehler, der Kreisel zeigt nicht mehr genau nach Norden.
Zur Veranschaulichung nehme man an, die Kreiselachse stehe parallel zur Erdoberfläche in Richtung von Süd nach Nord. Wird der Kreisel nun entlang eines Meridians nach Norden bewegt, bewirkt die Drehimpulserhaltung analog zu obenstehender Erläuterung, dass die Kreiselachse nun Richtung Norden von der Erdoberfläche wegzeigt und auf den Kreisel die Schwerkraft wirkt, die Achse wieder in die Ebene zu zwingen sucht. Das dadurch auf den Kreisel wirkende Drehmoment {\displaystyle {\vec {M}}} zeigt Parallel zur Erdoberfläche nach Westen; nach dem Drallsatz {\displaystyle {\tfrac {\mathrm {d} }{\mathrm {d} t}}{\vec {L}}={\vec {M}}} wandert {\displaystyle {\vec {L}}} also aus der Nordrichtung Richtung Westen aus. Sobald {\displaystyle {\vec {L}}} nicht nach Norden zeigt, stellt sich wieder wie oben beschrieben ein rückstellendes Drehmoment ein. Ein Gleichgewicht stellt sich ein, wenn beide einander aufheben.
Der Fahrtfehler, d. h. der Winkel, den {\displaystyle {\vec {L}}} und die Nordrichtung bei diesem Gleichgewicht einschließen, hängt ab von der geographischen Breite φ (genauer: cos φ) und der Geschwindigkeit, mit der der Kreisel entlang des Meridians bewegt wird. Eine Geschwindigkeit entlang des Meridians von 20 km/h (10,8 kn) verursacht einen Fahrtfehler von lediglich 0,5°. Bei 150 km/h steigt er auf 5°. Bewegt sich der Kreisel mit der Rotationsgeschwindigkeit der Erde am Äquator von 1600 km/h entlang eines Meridians, beträgt er 45°.

### Grenzen
In der Nähe der Pole versagt der Kreiselkompass, weil die Drehachse der Erde fast senkrecht aus der Oberfläche hinaus zeigt und das auf die Horizontalebene projizierte Drehmoment sehr klein wird. Diese Probleme führten zur Entwicklung von Drei-Kreisel-Kompassen.
Ein Kreiselkompass ist empfindlich gegenüber Beschleunigungen (z. B. wenn ein Schiff Fahrt aufnimmt oder seinen Kurs ändert). Die dadurch entstehenden Anzeigefehler können durch die sogenannte Schuler-Abstimmung weitgehend beseitigt werden (Näheres siehe Schuler-Periode). Die Untersuchungen dazu gehen auf Maximilian Schuler zurück. Für sich schnell ändernde Beschleunigungen, wie sie beim Stampfen oder Schlingern eines Schiffes auftreten, sind andere Abstimmungen sinnvoll.
Ein moderner Kreiselkompass erreicht eine dynamische Ausrichtgenauigkeit von weniger als 0,5°, besser als ein optischer Faserkreisel.

## Geschichte
Léon Foucault experimentierte 1851 mit einem von Johann Gottlieb Friedrich von Bohnenberger 1810 entwickelten Gyroskop und entdeckte dessen Bestreben, sich parallel zum Meridian auszurichten, wenn die Achse in die Waagerechte gezwungen wurde. Er sprach in diesem Zusammenhang von einem „Meridiankreisel“. Um 1900 suchten August Föppl und andere nach technischen Lösungen für einen schnelldrehenden Kreisel.
1876 erhielt William Thomson ein Patent auf einen Kompass. Sein Schüler John Perry erhielt 1919 ein US-Patent für einen Kreiselkompass.

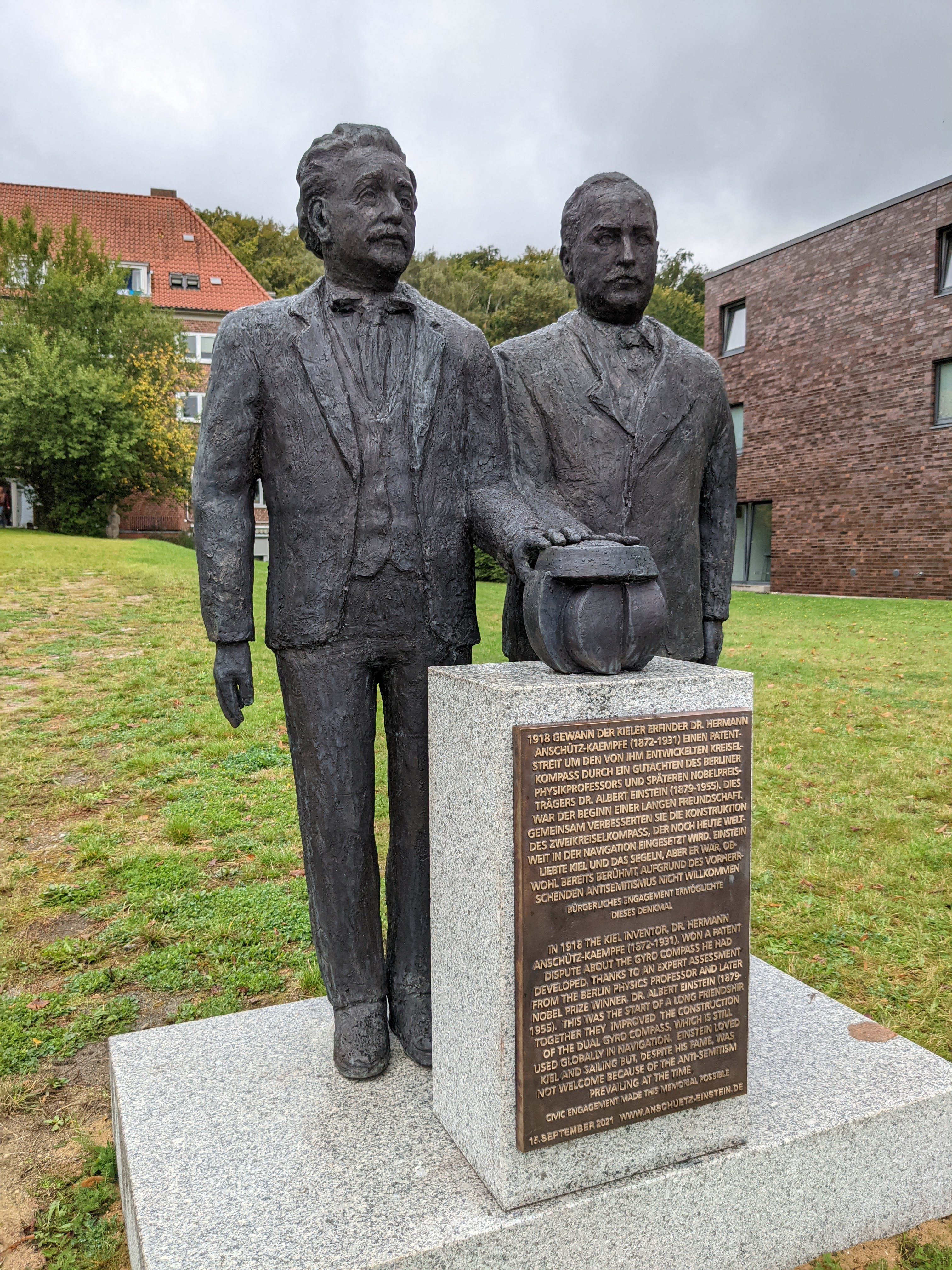
Kreiselkompass-Denkmal in Kiel, Albert Einstein und Hermann Anschütz-Kaempfe

1904 erhielt Hermann Anschütz-Kaempfe ein Patent auf das technische Prinzip eines Kreiselkompasses. Anschütz-Kaempfe studierte zu diesem Zeitpunkt Medizin und Kunstgeschichte. Seine Bekanntschaft mit dem österreichischen Polarforscher Julius von Payer brachte ihn auf die Idee, den Nordpol mit einem U-Boot zu unterqueren. Anschütz-Kaempfe bemühte sich intensiv, Lösungen für die technischen Anforderungen einer solchen Fahrt zu finden. Herkömmliche Magnetkompasse sind in einem U-Boot unbrauchbar, da die Eisenhülle das Erdmagnetfeld abschirmt. Erste Versuche mit Prototypen des neuen Kompasses führte er am 11. März 1904 auf dem Dampfer Schleswig in der Ostsee durch. Seit 1908 wurde der Kreiselkompass von der deutschen Marine eingesetzt.
Gleichzeitig entwickelten andere Erfinder die Idee, ein Gyroskop in einem Kompass einzusetzen. So ließ sich Elmer Ambrose Sperry 1909 einen Kreiselkompass patentieren. Als Sperry 1914 Kreiselkompass-Systeme an die Kaiserliche Marine verkaufen wollte, kam es zum Patentstreit zwischen Anschütz-Kaempfe und Sperry vor dem Kaiserlichen Patentamt in Berlin, zu dem 1914 Albert Einstein vom Patentamt Bern als Gutachter hinzugezogen wurde. Er sprach sich zunächst gegen Anschütz-Kaempfe aus. Seine Begründung: in der Patentschrift würde nur auf das Foucaultsche Pendel Bezug genommen, nicht aber auf den „Meridiankreisel“. Nach Meinung Einsteins hatte sich Anschütz-Kaempfe zu wenig mit den Untersuchungen Foucaults zum Gyroskop auseinandergesetzt, als dass er der Erfinder hätte sein können.
Nachdem Einstein den Patentanmelder Anschütz-Kaempfe und dessen Arbeitsweise kennengelernt hatte, änderte er seine Meinung. Es entwickelte sich eine persönliche Freundschaft zwischen den beiden. In einem weiteren Patentverfahren, in dem Anschütz-Kaempfe die Firma Kreiselbau GmbH wegen der Erfindung des künstlichen Horizonts für Flugzeuge anging, bat Einstein 1918 das Gericht um Entlassung als Gutachter. Fortan tauschte Einstein mit Anschütz-Kaempfe Ideen zum Kreiselkompass aus, welche zu einer Reihe entscheidender Verbesserungen führten und die in die verbreitete Bauform mit einer zwei Kreisel enthaltenden, schwimmenden Kugel mündeten, ein vollständig versiegeltes Kreiselsystem, das gegen Manipulationen geschützt und gegen Störungen weitgehend unempfindlich ist. Für dieses wurde Anschütz-Kaempfe 1922 ein Patent zuerkannt, in dem auch Einsteins Anteil an der Erfindung genannt ist.
Die von Anschütz gegründete Firma gleichen Namens existierte bis 1994, bevor sie von dem amerikanischen Unternehmen Raytheon übernommen wurde. Bis 2022 firmierte sie unter dem Namen Raytheon Anschütz GmbH. Seit 2023 ist das Unternehmen im Besitz der DMB Dr. Dieter Murmann Beteiligungsgesellschaft mbH und firmiert wieder eigenständig unter dem Namen Anschütz GmbH.